# Pathé
Ne doit pas être confondu avec Pathé-Marconi.
Pour les articles homonymes, voir Pathé (homonymie).
Pour l’article ayant un titre homophone, voir pâté.
Pathé ou Pathé Frères est le nom de diverses entreprises françaises de l'industrie cinématographique couvrant la production et la distribution avec Pathé Films et l'exploitation et la programmation de salles de cinéma à travers la filiale Pathé Cinémas notamment. Pathé est également détentrice de réseaux de télévision à travers l'Europe.
L'entreprise, dont le nom est associé à l'histoire du cinéma, a été fondée et gérée en France, à l'origine par les frères Pathé : Charles et Émile Pathé à partir de 1896. Au début des années 1900, Pathé est devenue la plus grande société de production et d'équipement cinématographique au monde, ainsi qu'un important producteur de disques phonographiques. En 1908, Pathé invente le film d'actualités projeté dans les cinémas avant le long métrage.
Pathé est, après Gaumont, la deuxième plus ancienne société de cinéma encore en activité dans le monde, devançant des géants américains comme Universal et Paramount. Au début du XXIe siècle, Pathé est détenu par Jérôme Seydoux, et Gaumont par Nicolas Seydoux.

## Historique

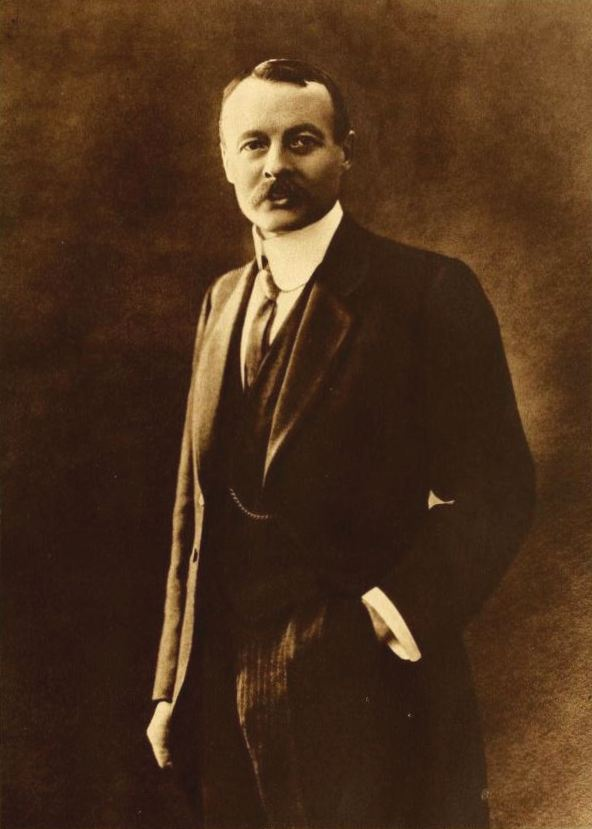
Charles Pathé en 1919.

Né en 1863, l’industriel et producteur de cinéma Charles Pathé est l'un des premiers à reconnaître le potentiel d'une nouvelle génération d'inventions dans les années 1890.

### Construction d'un empire

#### Phonographe et disque

Pathé label.

Une nouvelle invention - le phonographe, créé par Thomas Edison - faisait le tour des foires et marchés. Pathé a rapidement reconnu le potentiel du phonographe. Après avoir emprunté 700 francs, Pathé achète son propre phonographe et commence à le présenter sur le marché. En 1895, Pathé ouvre son propre atelier de phonographe. En 1896, les frères Pathé ont des bureaux et des studios d'enregistrement non seulement à Chatou près de Paris, mais aussi à Londres, Milan et Saint-Pétersbourg. Pathé produit des enregistrements sur cylindres jusqu'en 1914 environ. Mais dès 1905, les frères Pathé étaient déjà entrés dans le domaine du disque à lecture par saphir et poursuivront avec les disques vinyles 33/45 et 78 tours. En 1896, Pathé ajoute une autre invention d'Edison, le kinétoscope, qui fait alors apparition sur les foires du pays.
En 1896, Pathé avait convaincu ses frères de se joindre à lui dans son entreprise en pleine croissance, et Pathé Frères était né. Le frère Émile prendrait en charge les opérations phonographiques de la compagnie et Charles Pathé se consacrerait au cinéma. Pathé a été rejoint par Henry Joly qui, avec l'appui de Pathé, a inventé un appareil photo-projecteur dit « chronophotographique », l'un des premiers véritables dispositifs cinématographiques. Malgré une querelle avec Joly, Pathé conservera la machine de ce dernier. À cette époque, les frères Lumière avaient déjà réalisé le premier film - le succès de ce dernier allait encourager Pathé à entrer non seulement dans l'industrie cinématographique, mais aussi dans la distribution de films. Pathé a vite reconnu le potentiel de la location de films, plutôt que la vente. Cette activité amènera plus tard la société à créer ses propres maisons de production cinématographique.

#### Pathé Films
La nouvelle forme de divertissement séduit la société parisienne ; mais, après un incendie dévastateur causé par l'équipement de projection, Pathé doit faire face à la ruine financière et est contraint d'accepter le soutien et le capital de l'industriel Claude Grivolas. En 1897, le nom de la société est changé et devient « Compagnie Générale de Cinématographes, Phonographes et Pellicules ». Elle fusionne avec un autre grand fabricant d'équipement cinématographique, Continsouza et Bunzli, mais Pathé a acquis les droits sur la machine de projection Lumière. Pathé améliora rapidement l'appareil et en 1898, il commercialisa son propre projecteur « renforcé », qui allait bientôt s'imposer dans le monde.
Au tournant du siècle, Pathé a fourni non seulement les projecteurs, les caméras et les films, mais aussi son propre stock de films bruts, brisant ainsi le monopole détenu à l'époque par Eastman Kodak. En 1906, l'entreprise établit ses laboratoires cinématographiques à Joinville. L'entreprise s'est également fait un nom dans le monde entier pour ses films, notamment les réalisations de Ferdinand Zecca, Albert Capellani, André Deed et les Max Linder ou les films d'animations de Segundo de Chomón ; et surtout une innovation Pathé, celle de filmer l'actualité, Le Pathé Journal, premier film d'actualités, qui restera longtemps dans les programmes de cinéma du monde entier. Nombre d'acteurs des studios Pathé deviendront également des stars de renommée mondiale. Entre-temps, la société avait introduit les premiers films en couleur, peints à la main, image par image, dans les laboratoires Pathé.

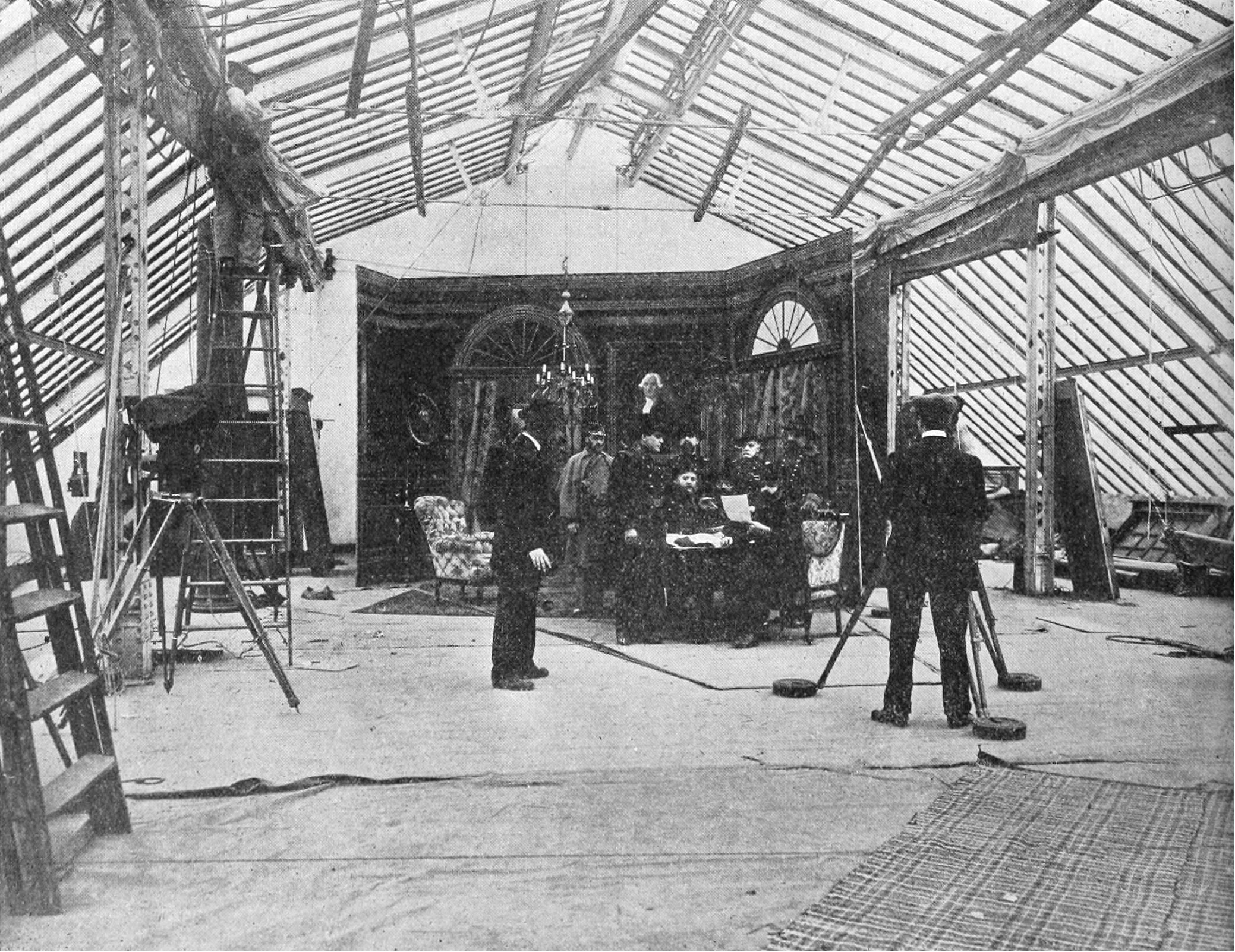
Un studio Pathé dans le New Jersey, mise en scène pour un sujet militaire par le réalisateur H. Handworth.

Des studios de cinéma, à Joinville-le-Pont et à Montreuil, produisent un très grand nombre de films sous le label Pathé ou sous celui de firmes associées (SCAGL, Le Film d'art, Comica, etc.). Près de deux cents succursales ou filiales en seront créées dans le monde. Celles-ci sont tenues d'acheter l'intégralité de la production des films Pathé et de les diffuser. À titre d'exemple, la première succursale américaine est tenue d'acheter cent copies de chaque film, ce qui suffit à les amortir. La firme Pathé en France substitue à la vente des copies le système de location, malgré les protestations des forains, qui étaient à l'origine leurs principaux clients.
Les frères Pathé encouragent la formation de quatre sociétés, les chargeant de construire des salles destinées uniquement à la projection de films cinématographiques. Ces salles, baptisées « Pathé », ont l'exclusivité de la production Pathé et sont tenues de les programmer. Pathé contribue au capital de l'une de ces sociétés mais, contrairement à la légende, n'acquiert aucune des salles ainsi construites.
Associé à la société Continsouza qui conçoit et fabrique, Pathé devient premier dans la production des appareils de prise de vues et de projection professionnels, mais aussi dans une première mouture d'appareils de salon (au format réduit de 28 mm), baptisés Pathé Kok.
À Vincennes, les frères Pathé font construire une usine de fabrication de films vierges. Celle-ci met fin au monopole détenu en Europe par l'Américain George Eastman.

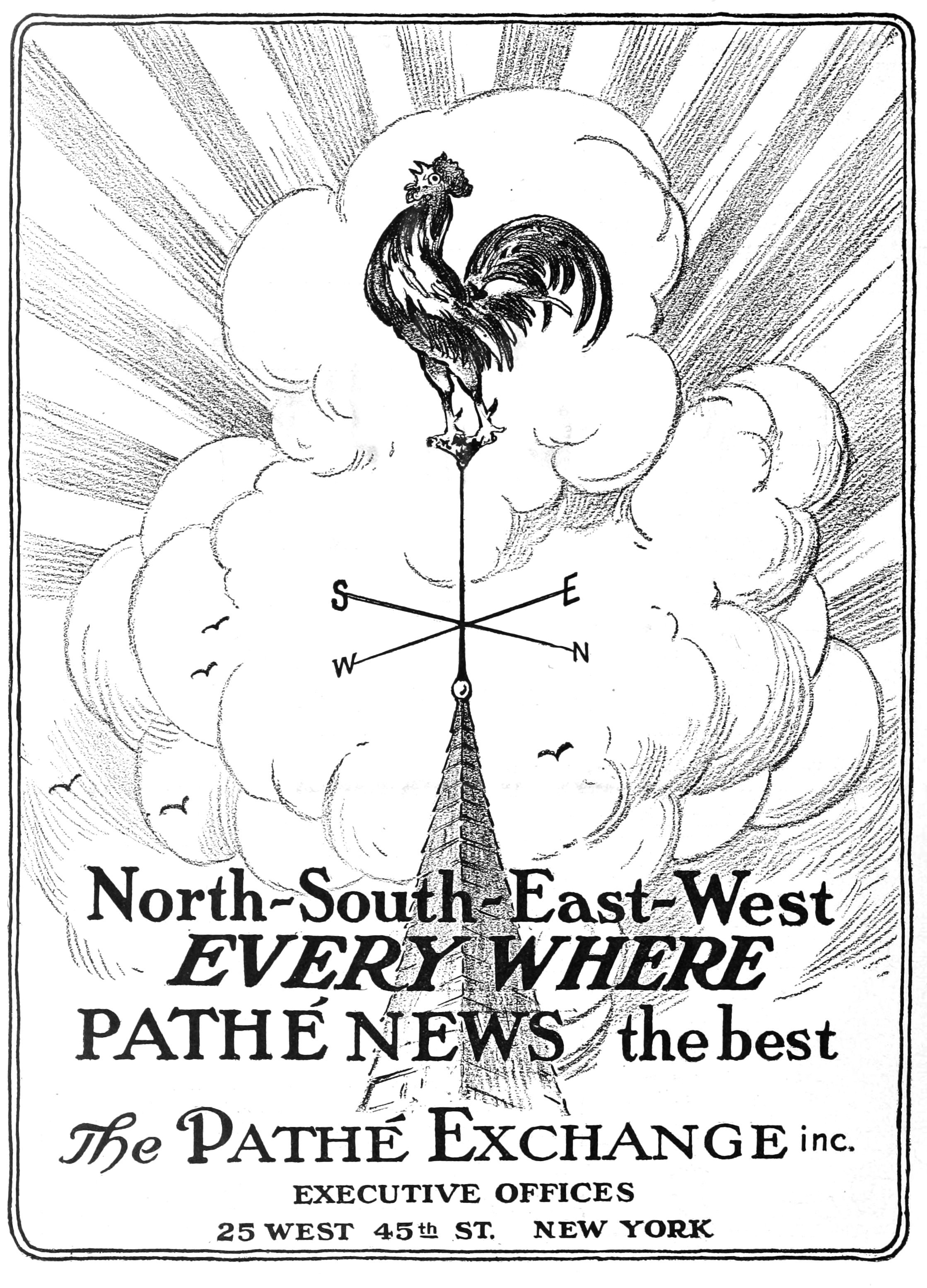
Pathé News North South East West, 1915.

Vers 1904, Pathé distribue 30 à 50 % des films projetés en Europe et aux États-Unis, mais la création de nombreuses firmes nationales – en Suède, en Grande-Bretagne, en Italie et surtout aux États-Unis – entraîne pour Pathé un déclin relatif.
Dans un premier temps, Charles Pathé s'efforce de développer ses affaires américaines en y aménageant des studios dans le New Jersey. Il s'associe pour cela avec le milliardaire Hearst, malgré la réputation de germanophilie et de francophobie qu'avait ce dernier.

#### Innovations

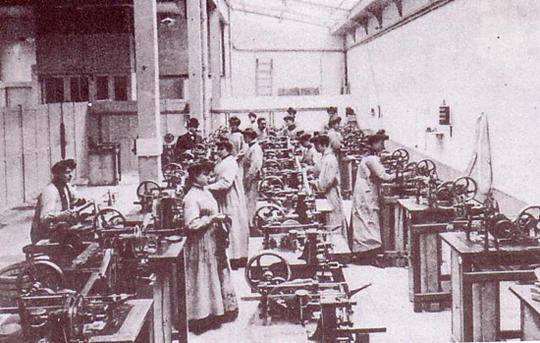
Usine Pathé de coloriage.

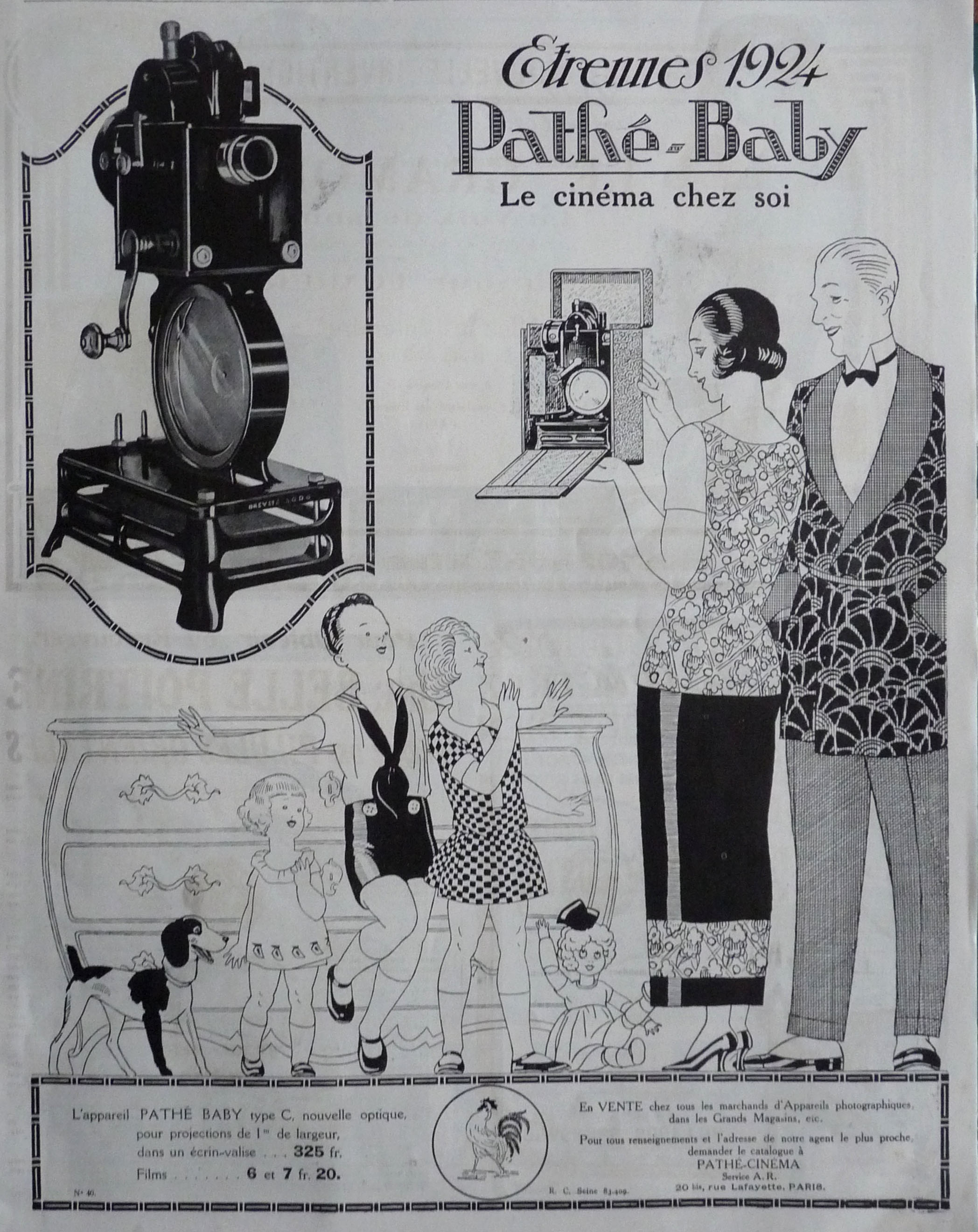
Projecteur Pathé-Baby en 1923.

Dans le monde entier, l'entreprise a mis l'accent sur la recherche, investissant dans des expériences telles que les films colorés à la main et la synchronisation des enregistrements de films et de gramophones. En 1908, Pathé invente le film d'actualités qui était projeté dans les salles de cinéma avant le long métrage et le logo Pathé d'un coq chantant au début de chaque bobine. La société introduit en 1912 des films et des équipements ininflammables de 28 mm sous la marque Pathescope.

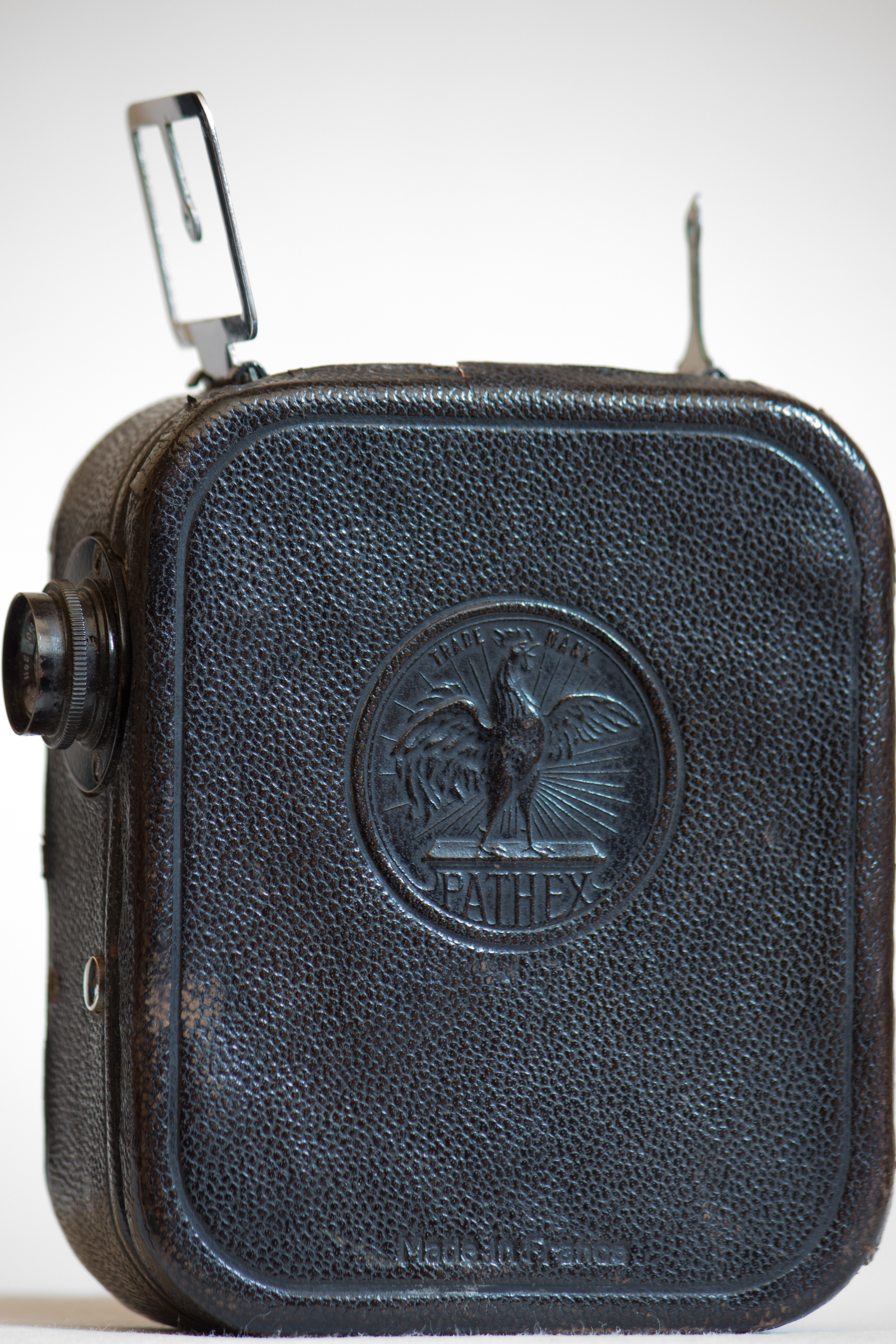
Caméra Pathé-Baby, 9,5 mm, 1923.

Charles Pathé va créer deux activités. Il imagine en 1922 le Pathé-Baby ou « Cinéma chez soi », appareil de format réduit (sur film 9,5 mm) conçu par Continsouza pour les particuliers et qui connaîtra un succès tel que l'usine Continsouza aura du mal à fournir. Charles Pathé ne veut pas investir des fonds importants dans cette activité. Il va donc créer une « Société du Pathé-Baby » au capital de dix millions de francs dans laquelle il participe à hauteur d'un million de francs. La nouvelle société est tenue d'acheter exclusivement les bandes positives de format réduit à Pathé Cinéma, ce qui représente des rentrées financières appréciables et sans risques.
Dans le même ordre d'idées, Charles Pathé va s'efforcer dès 1923 de promouvoir le Pathé Rural, appareils de projection et films de format réduit (sur film de 17,5 mm) destinés à la petite exploitation rurale et aux salles de patronage et concurrent du film 16 mm qui vient d'apparaître aux États-Unis. Mais comme il n'arrive pas à trouver d'investisseurs, le projet subit de grands retards. Finalement, Charles Pathé se résigne à le lancer lui-même en 1928.

#### Gestion

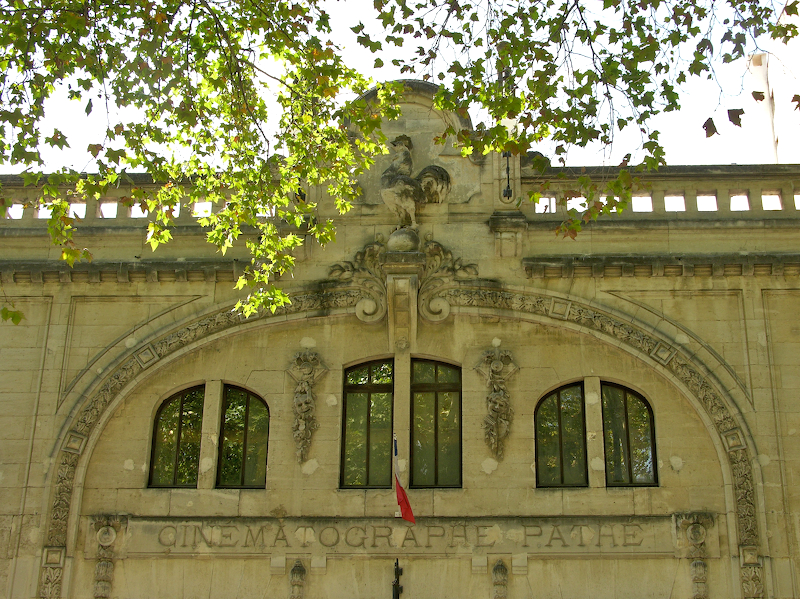
Façade du cinéma Pathé avec l'emblème du coq, à Montpellier, construction 1909.

En 1918, les frères Pathé se sont convaincus de la suprématie de l'industrie cinématographique américaine et qu'il est illusoire de vouloir s'y opposer. Il s'agit alors de céder dans les meilleures conditions les différentes branches de leur trust.
À cet effet, la branche phonographique et l'usine de Chatou sont détachées de l'ensemble et continueront à fonctionner sous la direction d'Émile Pathé, qui abandonne ainsi toute activité dans la branche cinéma. La société prend le nom de « Société des Machines Parlantes Pathé Frères ».
La branche cinématographique deviendra « Société Pathé Cinéma » et sera animée par Charles Pathé exclusivement.
Charles Pathé a prévu par contrat de percevoir 10 % des sommes reçues pour chaque cession d'une affaire.
En 1920, Charles Pathé va céder à une nouvelle société baptisée « Pathé Consortium Cinéma » (mais dans laquelle Pathé s'est gardé d'investir) les studios de Joinville et l'appareil de distribution. En contrepartie la nouvelle société devra verser une redevance de 10 % de son chiffre d'affaires, ce qu'elle n'arrivera pas à assurer, d'où des litiges incessants.
La même année, Pathé se lance sur le marché américain sous le label « Actuelle ».
En 1923, l'usine de Chatou commence à produire des postes de radio à lampes. Les premiers appareils prennent le nom de Pathéola et le Concordia.
L'année suivante, Émile Pathé crée un autre bâtiment à Chatou pour l'atelier de galvanoplastie.
Charles Pathé va liquider à des conditions que nous connaissons mal les différentes succursales étrangères, notamment la branche américaine baptisée « Pathé Exchange ».
Il va céder à Eastman la prospère usine de films vierges de Vincennes pour la somme de 150 millions de francs. Cette cession sera présentée comme une collaboration entre Eastman et Pathé, puisque la nouvelle société s'appelle « Kodak-Pathé », mais en réalité la quasi-totalité des actions (995 000 sur un million) et le pouvoir sont dévolus au trust américain.
Charles Pathé était le directeur technique, et incontestablement l'animateur des activités prestigieuses de la firme, mais il ne possédait pas un nombre appréciable d'actions qu'il aurait pu céder. Désireux de se retirer, il fait créer en 1928 - 50 000 actions à vote plural (payées 25 francs) réservées aux cinq membres du conseil d'administration. Ces actions à vote plural permettent théoriquement le contrôle de la Société. En 1929, les cinq membres du conseil d'administration vont vendre pour la somme de cinquante millions de francs les actions qu'ils ont payées un million deux cent cinquante mille francs l'année précédente,.

#### Période Natan
L'acquéreur, le Franco-Roumain Natan Tanenzapf — à la suite de son engagement lors de la première guerre mondiale, il est naturalisé français en 1921, francisant son nom en Bernard Natan —, est peu connu du grand public.

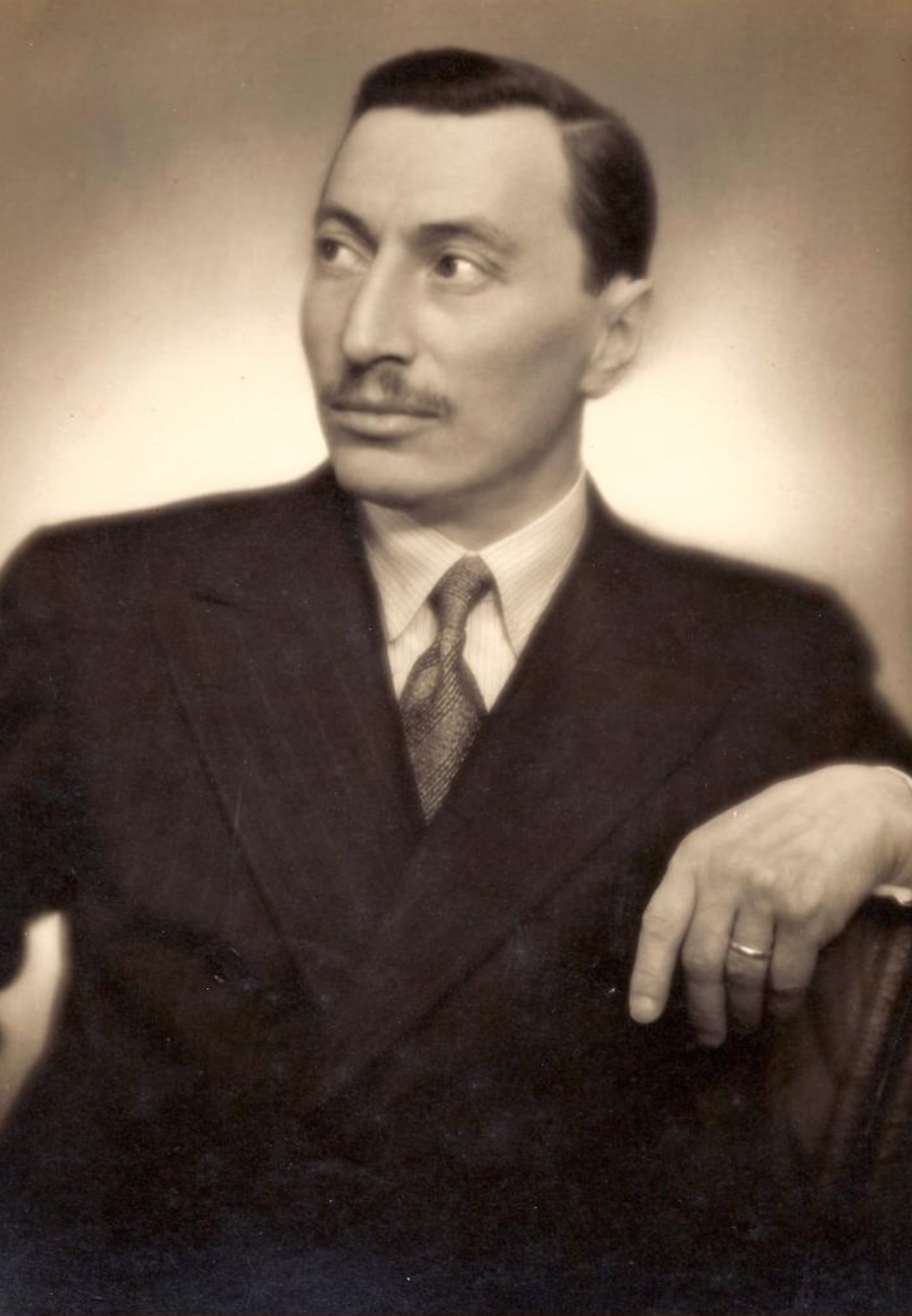
Bernard Natan en 1932.

Il a fondé dès 1910 la société cinématographique Ciné-actualités puis Rapid-film, entreprise de tirages de films, qui connaître une expansion constante. Il a fait construire dans les locaux de la rue Francœur deux studios ultramodernes et s'est mis à produire des films sous le nom de Productions Natan.

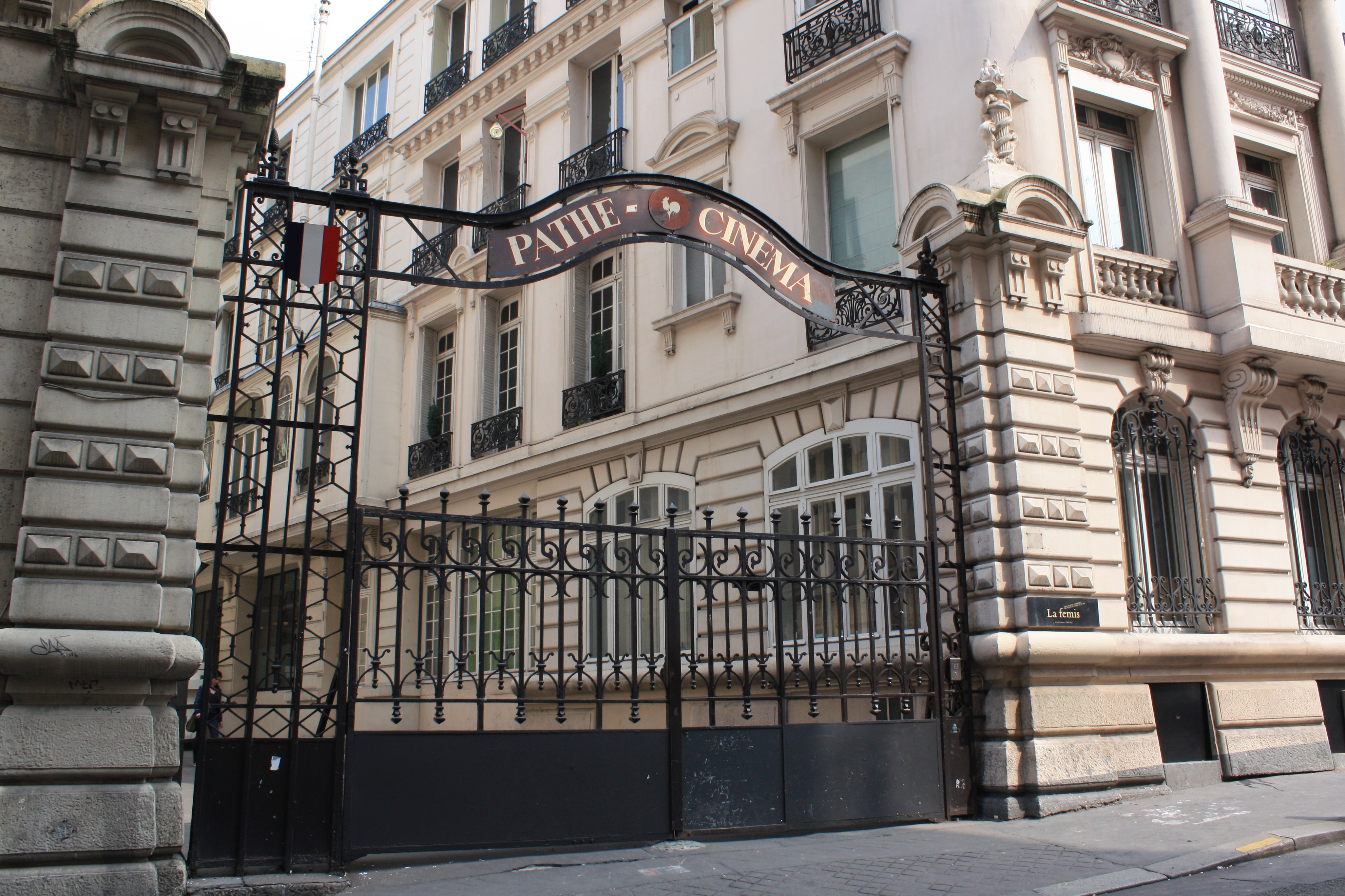
Entrée principale de la Fémis à Paris, surmontée de l'enseigne « Pathé » qui a été conservée.

Bernard Natan, passionné par le cinéma, s'efforce de reconstituer l'empire Pathé démantelé. Il acquiert un circuit de plus de soixante salles en France et en Belgique auxquelles il associe une centaine de salles qui, selon Charles Pathé, furent la source initiale de pertes importantes. Il rachète à Sapène la société Cinéromans, ce qui lui apporte les sept studios de Joinville et l'appareil de distribution de Pathé Consortium. Il fait construire à Joinville deux nouveaux studios, ce qui, joint aux deux studios de la rue Francoeur, lui permet de reprendre la production et la distribution de films. Il relance la production de films maintenant parlants. Pour cela il acquiert le procédé de sonorisation de RKO Pictures dont il devient le distributeur en France. Il produit ou coproduit plus de cent films entre la fin 1929 et 1935 : Les Croix de bois, Les Misérables, Le Roi des resquilleurs, Amok, L'Équipage, La Croisière jaune (avec André Citroën), etc.
Bernard Natan développe le Pathé Rural, qui deviendra également parlant, la production de films éducatifs et s'efforce d'être présent dans tous les domaines de l'industrie cinématographique : il acquiert les brevets Baird de télévision et ceux du professeur Henri Chrétien (l'hypergonar, futur cinemaScope). Il achète aussi la station de Radio Vitus-Île-de-France. Il relance le Pathé Journal, créé en 1908 par Pathé et abandonné en 1926 comme peu rentable. Pathé Journal deviendra parlant.
Les années 1930 constituent un âge d'or des actualités cinématographiques auquel Pathé Journal participe.

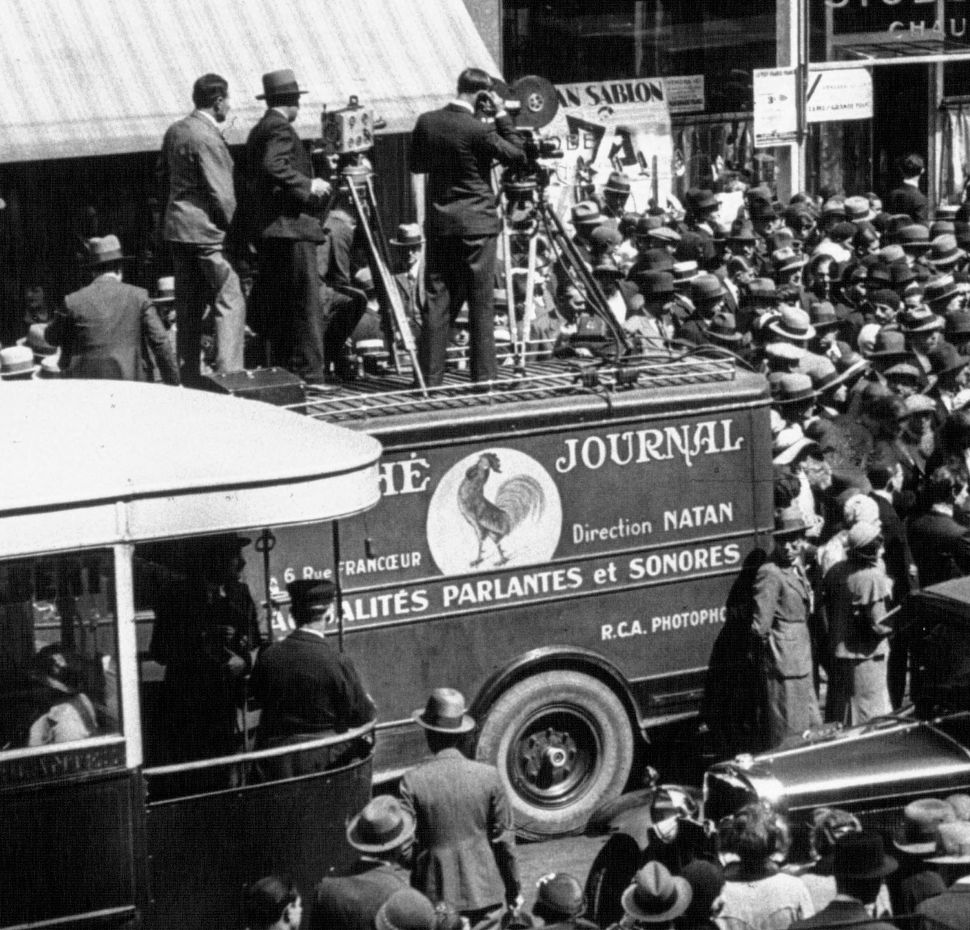
Une équipe de reportage du Pathé Journal en action avenue de l'Opéra en 1932.

En dix-huit mois, Pathé Cinéma devenu Pathé Natan, devient la plus importante firme cinématographique française, loin devant la GFFA (née de la fusion de Gaumont, Aubert Franco Film et Continsouza).
Pour financer ces réalisations, Bernard Natan est amené à accepter le concours des banques Conti-Gancel et surtout Bauer & Marchal. En effet, il doit augmenter considérablement le capital de la Société qui passera de 54 millions à 160 millions (dont cinquante ne seront jamais souscrites malgré les promesses des banquiers). Il crée, pour financer l'acquisition des salles, cent millions d'obligations (là aussi, il n'y en aura que cinquante millions de souscrites). La défaillance de l'accompagnement des banques fragilisera la société.
La crise économique, qui ne commencera en France qu'en 1932 et la suprématie des films américains entraîneront la déconfiture de la plupart des sociétés cinématographiques françaises, en premier lieu la GFFA, en faillite dès 1934 avec 300 millions de passifs, mais aussi de Osso, Haïk, etc. La société américaine Paramount Pictures qui avait créé à Saint-Maurice (Val-de-Marne) de splendides studios destinés à produire des films dans les différentes langues européennes va cesser son activité avec 200 millions de pertes.

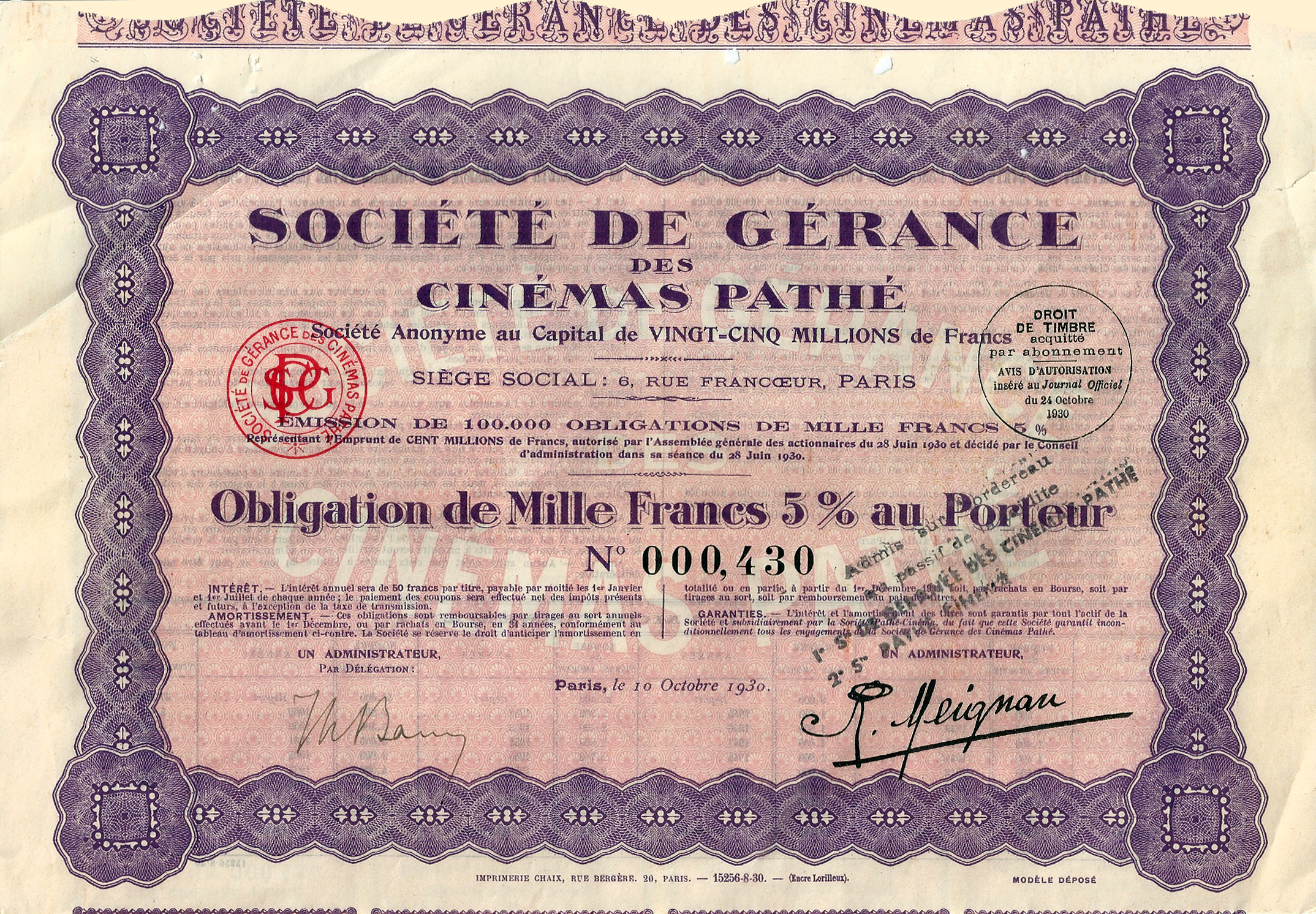
Obligation de 1000 francs admise au passif de la faillite de la Société de Gérance des Cinémas Pathé et de la Société Pathé Cinéma.

Pathé Natan résiste, mais subit les contrecoups de la crise, aggravés par une campagne de presse qui débutera dès 1931, campagne de presse violemment xénophobe puis antisémite à partir de 1934. Certains prétendent que ces campagnes sont organisées par un syndicat de banquiers et industriels qui désirent acquérir les actifs de Pathé, mais aussi de GFFA.
Le syndicat de défense des actionnaires de Pathé Cinéma créé par Dirler et relayé par le journal Le Jour (de Léon Bailby) va entretenir un climat délétère qui entraînera la chute du cours des actions. Finalement un expert est nommé en 1935 par le tribunal de Commerce de Paris. Celui-ci s'empressera de déclarer que la Société de gérance des Établissements Pathé (qui possède les salles de cinéma) ne peut pas régler les annuités des obligations, qu'elle est en conséquence déclarée en faillite et par extension la Société Pathé Cinéma qui est caution. Cette décision prononcée le 2 décembre 1935 sera confirmée en appel le 23 juillet 1936. L'arrêt précise que la société est hors d'état d'apurer son passif colossal.
En réalité, l'activité de la Société se poursuit normalement (en dehors de la production de films qu'une société déclarée en faillite n'a pas le droit d'assumer). Au bout de deux ans, les syndics publient leur rapport d'activités : ils précisent qu'ils ont pu continuer l'activité sans aucun appel de fonds extérieurs et que les résultats des deux ans d'activités sont bénéficiaires. Les syndics se défaussent alors sur la Société générale de cinématographie, créée en octobre 1939, qui deviendra le 28 novembre 1940 la Société d'exploitation des Établissements Pathé Cinéma. Cette Société qui reprend les actifs est animée par un syndicat de repreneurs constitué par la Société Thomson-Houston Electric Company, la Compagnie des compteurs, le groupe électrique Mercier, la société Pechiney, etc.
Celui-ci va se trouver opposé au groupe constitué par Dirler qui a réussi à rassembler un grand nombre de pouvoirs de petits actionnaires. Le syndicat repreneur est soutenu par le gouvernement de Vichy qui craint la mainmise des occupants si le contentieux s'éternise. Le gouvernement de Vichy va même offrir sans aucune contrepartie 125 000 actions Pathé, extorqués au banquier suédois Aschberg au groupe qui a ses préférences.
Finalement une solution est trouvée. Une nouvelle expertise indique que l'actif est supérieur au passif et que par conséquent la société se retrouve in bonis après avoir réglé le passif avec les indemnités de retard. Une nouvelle société baptisée « Société nouvelle Pathé Cinéma » est créée qui récupérera les actifs. Cette société est dirigée par Adrien Rémaugé, un employé de la Société Thomson-Houston Electric Company, mais les autres membres du Conseil d'administration sont aussi des employés des différents repreneurs.
Bernard Natan et son frère Émile Natan avaient repris dès 1936 sur des bases plus modestes leurs activités dans l'industrie cinématographique. Émile Natan a créé la Société les Films modernes qui produit deux films par an en moyenne (Le Roi, Mayerling, etc.). Bernard Natan a acquis la gérance des anciens studios Paramount de Saint-Maurice et assume la coproduction des films tournés dans ces studios. Fin décembre 1938, Bernard Natan est arrêté. Immédiatement une campagne de presse de la presse de droite, mais aussi d'information, stigmatise l'« évadé des ghettos » qui a ruiné l'entreprise créée par de « bons français ». Il est condamné à quatre ans de prison, porté à cinq ans en appel, c’est-à-dire au maximum prévu par la loi. On annonce un nouveau procès qui pourra enfin révéler les détournements fantastiques effectués par lui et qui aurait ruiné une société prospère. Ce procès aura effectivement lieu sous l'Occupation et donnera lieu à une nouvelle campagne de calomnies et d'affirmations que rien ne vient étayer. Bernard Natan sera déchu de la nationalité française, ce qui facilitera sa livraison aux allemands qui le déporteront au camp d'extermination d' Auschwitz le 23 septembre 1942. Il y mourra, vraisemblablement en octobre 1942.
En 1943, la société Kodak-Pathé qui manque de combustible exploite jusqu'en 1950, la mine de charbon de la Sanguinière située à Juigné-sur-Sarthe et appartenant au bassin houiller de Laval.

### Les années d'après guerre
À la fin de la Seconde Guerre mondiale, le marché mondial du cinéma a radicalement changé. L'industrie cinématographique française a vu ses installations dévastées et ses marchés restreints. Entre-temps, Hollywood - où de nombreux professionnels européens du cinéma avaient fui pour échapper aux nazis - s'est imposé avec succès comme le premier centre mondial de production cinématographique, position qu'il conservera jusqu'à la fin du siècle.
Pathé lui-même ne retrouvera jamais tout à fait sa position de force motrice dans le développement cinématographique et phonographique. Néanmoins, la société continue à jouer un rôle de premier plan dans le cinéma français notamment avec le film Les Enfants du paradis sorti en 1945. Si le cinéma français ne pouvait rivaliser avec Hollywood en termes de box-office, il a néanmoins connu un renouveau dans les années 1950 et 1960, apportant une renommée internationale à une génération de réalisateurs, d'acteurs et de films de la Nouvelle Vague. 1960 voit la sortie de La dolce vita. Pathé, quant à lui, attirait les intérêts financiers du Groupe Rivaud, qui a réussi à prendre le contrôle majoritaire de l'entreprise à la fin des années 1960 et nommé Pierre Vercel comme directeur général.

### Les années 1970-1980
La distribution de films devenait également de plus en plus importante pour les revenus de Pathé. Au milieu des années 1960, le seul véritable rival national de l'entreprise était Gaumont, un autre pionnier du cinéma. Les deux compagnies mettraient fin à cette rivalité avant la fin de la décennie en formant une alliance de distribution pour la direction des 250 cinémas combinés des deux compagnies. Pierre Vercel, récemment nommé directeur général (1969) est le principal ouvrier de cette alliance qui était indispensable à la survie de Pathé cinéma alors encore en convalescence. Cette alliance, sous la forme d'un « groupement d'intérêts économiques » (GIE) donnerait à Pathé et Gaumont un monopole de fait sur les écrans français : en 1974, le GIE Pathé-Gaumont exploitait près de 450 écrans de cinéma, un nombre qui dépasserait les six cents avant la fin de la décennie. Grâce entre autres à l'invention par Pathé du premier multiplex français (centre commercial de belle-épine), une idée que Pierre Vercel a eu après un voyage aux États-Unis. À cette époque, un nouveau nom était apparu sur la scène cinématographique française : Nicolas Seydoux, l'un des héritiers de la fortune familiale Schlumberger, avait réussi à prendre le contrôle majoritaire de Gaumont.
Au fil des années, l'activité de la Société nouvelle connaît de nombreux changements dont la production de programmes pour l'industrie florissante de la télévision dont Tournez manèges. Pendant les années 1970, l'exploitation des salles de cinéma remplace la production de films en tant que principale source de revenus. En 1981 François Mitterrand sous l'impulsion de Jack Lang et Marin Karmitz casse le GIE qu'il considère comme hégémonique. Pierre Vercel nommé PDG cette même année recrée dans la foulée avec Pierre Edeline un groupement qu'ils appelleront « Pathé Edeline Indépendants ».

### Fin des années 1980
Lorsque l'activité tombe sous le contrôle de Giancarlo Parretti, (Pierre Vercel reste administrateur de Pathé-Cinéma, dont il assure la direction pendant cette période) ; Paretti, propriétaire des studios américains Cannon, les renomme Pathé Communications Corporation (PCC) alors qu'il n'y a pas de lien entre Cannon et Pathé. C'est via PCC et non Pathé qu'il achètera MGM/UA à Kirk Kerkorian, le tout entièrement financé par le Crédit lyonnais de Rotterdam (CLBN).

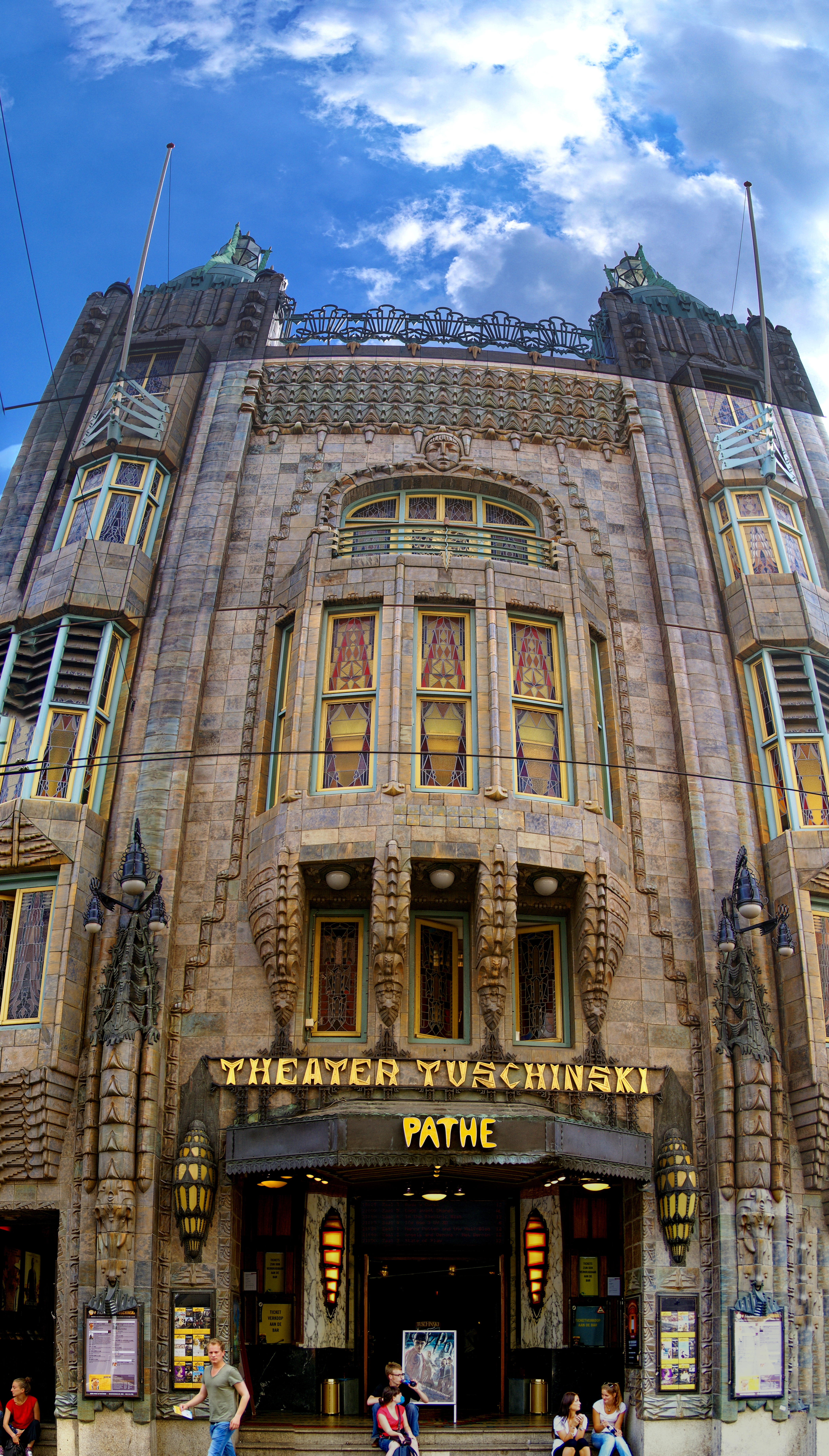
Cinéma Pathé Tuschinski à Amsterdam.

### Retour aux sources à partir des années 1990
Pierre Bérégovoy ayant bloqué le rachat par Paretti, Chargeurs, un conglomérat français dirigé par Jérôme Seydoux, antérieurement dirigeant de Schlumberger, prend le contrôle de la société en 1990. Pathé, bénéficiant du partenariat déjà noué par Jérôme Seydoux avec Claude Berri, voit son activité de production de films relancée.
En 1991, Jérôme Seydoux, PDG du groupe Chargeurs, reprendra les rênes de Pathé-Cinéma, à la suite de la démission de Pierre Vercel.
En juin 1999, Pathé fusionne avec Vivendi, le ratio d'échange pour la fusion étant fixé à trois actions Vivendi pour deux actions Pathé,. À la suite de la conclusion de la fusion, Vivendi conserve les intérêts de Pathé dans British Sky Broadcasting (BSkyB) et Canalsat, mais revend tous les actifs restants à Fornier SA, l'entreprise change alors son nom pour Pathé.
En mars 2018, victime d'escrocs qui ont profité de la naïveté de la filiale hollandaise, Pathé se fait subtiliser plus de 19 millions d'euros. La directrice de Pathé Pays-Bas, Dertje Meijer, et son directeur financier, Edwin Slutter, ont tous deux été renvoyés sur-le-champ pour avoir négligé des signaux qui auraient dû leur faire comprendre qu'ils étaient face à une escroquerie.
Le 29 mai 2019, la direction d'EuropaCorp, la société de production et de distribution de films et de séries appartenant à Luc Besson, indique que Pathé est intéressé pour entrer dans son capital afin de sauver cette entreprise au bord de la faillite,.
En septembre 2022, Pathé annonce sa volonté de préparer son introduction en bourse à l'horizon 2024. Jérôme Seydoux espère ainsi ouvrir le capital de son groupe et obtenir de l'argent frais pour réaliser de nouveaux investissements.
En mai 2025, la famille Saadé, propriétaire de CMA CGM, entre au capital de Pathé à hauteur de 20 % par l'intermédiaire du holding familial Mérite France.

## Structure du groupe
Pathé est une holding et les deux principales participations sont :
- Pathé Films[42] ;
- Pathé Cinémas[43].

## Activités
- La production de films.

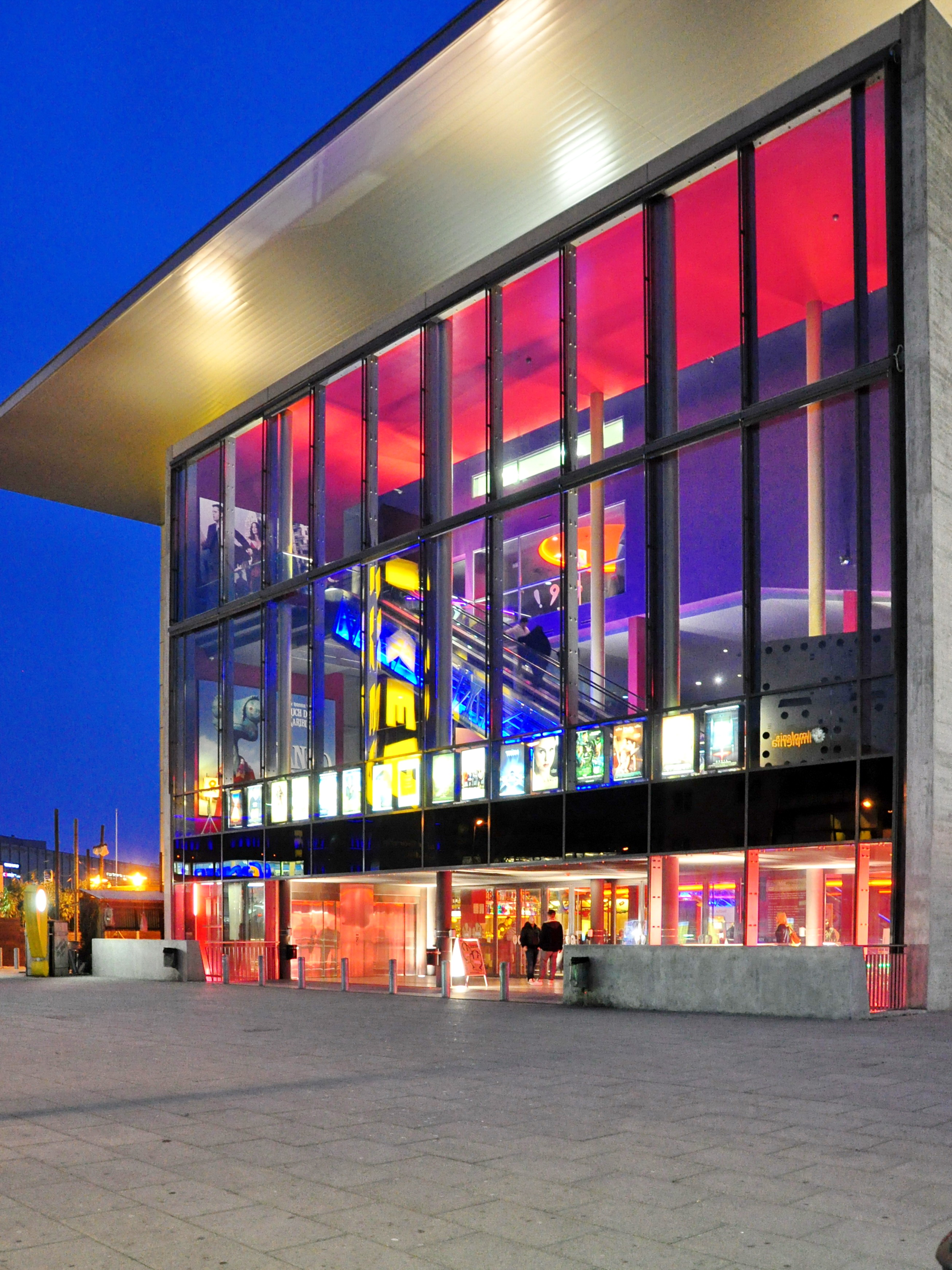
Pathé Multiplexe à Dietlikon.

- La distribution en salle et en vidéo.
- L'exploitation cinématographique avec Pathé Cinémas. En 2021, le chiffre d'affaires est de 23 millions d'euros et le résultat net de −14 millions[44].
- La restauration de films anciens[45].
- La vente à l'international.
- La gestion d'un catalogue de plus de 800 longs métrages.
- L'exploitation de salles de cinéma et Multiplexe : 773 écrans pour 69 cinémas en France, 216 écrans pour 28 cinémas aux Pays-Bas, 73 écrans pour 9 cinémas en Suisse, 29 écrans pour 5 cinémas en Belgique (2017).
- La diffusion de programmes d'opéra, théâtre, danse ou musique en live dans les cinémas avec Pathé Live.
- La gestion de OL Groupe, grand acteur du sport et du divertissement en France. Pathé en est actionnaire depuis 1999[11].

### Télévision
Au début des années 2000, le groupe possédait plusieurs chaînes de télévisions françaises généralistes ou thématiques :
- Comédie ! : en 2003, le groupe rachète entièrement la chaîne puis la vend au Groupe Canal+ (via Canal+Thématiques) à la fin de l'année 2004 ;
- Cuisine+ : le groupe crée avec RF2K la chaîne en 2001[46] et la cède en 2011 au Groupe Canal+ (via Canal+Thématiques) ;
- Histoire TV : lors de la création de la chaîne en 1997, le groupe possède 30 % des parts de participation de la chaîne. Elle les cédera à la fin de l'année 2004 au Groupe TF1 ;
- Pathé Sport : en 1998, le groupe achète la chaîne AB Sports appartenant au Groupe AB et la renomme. Elle sera vendue en 2002 au Groupe Canal+ pour devenir Sport+ ;
- TMC : en 2002, le groupe prend les 80 % des parts de participation du Groupe Canal+ puis les vend en 2004 au Groupe TF1 et à AB Groupe ;
- Voyage : le groupe achète la chaîne en mai 1997 et la vend en 2004 à Fox International Channels.

## Conseil de direction
- Jérôme Seydoux, co-président
- Eduardo Malone, co-président
- Sophie Seydoux, vice-présidente
- Lisa Azuelos
- Dany Boon
- François Letaconnoux
- Michel Seydoux